# Koczkodan rzeczny
Koczkodan rzeczny, dawniej koczkodan mona (Cercopithecus mona) – gatunek ssaka naczelnego z podrodziny koczkodanów (Cercopithecinae) w obrębie rodziny koczkodanowatych (Cercopithecidae).

## Taksonomia
Gatunek po raz pierwszy zgodnie z zasadami nazewnictwa binominalnego opisał w 1774 roku niemiecki przyrodnik Johann Christian Daniel von Schreber, nadając mu nazwę Simoa mona. Miejsce typowe to „Barbaria”, tj. Afryka Północna. Schreber swój opis oparł na „Cercopithecus variegatus” Mathurina Jacques’a Brissona z 1762 roku, „La Mone” Georges-Louisa Leclerca de Buffona z 1766 roku i „Varied Monkey” Thomasa Pennanta z 1771 roku.
Cercopithecus mona należy do grupy gatunkowej mona. C. mona krzyżuje się z C. pogonias; podczas obserwacji takich żyjących na wolności mieszańców w Kamerunie zauważono różne pośrednie cechy wzoru sierści.
Autorzy Illustrated Checklist of the Mammals of the World uznają ten gatunek za monotypowy. 

### Etymologia
- Cercopithecus: gr. κερκοπίθηκος kerkopithēkos ‘małpa z długim ogonem’, od gr. κερκος kerkos ‘ogon’; πιθηκος pithēkos ‘małpa’[13].
- mona: port., hiszp., wł. mona ‘samica małpy’[14].

## Zasięg występowania
Koczkodan rzeczny występuje w stanie naturalnym w południowo-wschodniej Ghanie (na wschód od rzeki Wolta), Togo, Beninie, Nigerii i zachodnim Kamerunie (nieco na południe od rzeki Sanaga). Został introdukowany na Wyspy Świętego Tomasza i Książęcą oraz karaibskie wyspy Grenada, Saint Kitts i Nevis.

## Morfologia
Są to niewielkie zwierzęta, osiągają rozmiar 38–46 cm długości u samic i 41–63 cm u samców, jednak ich ogon może osiągnąć znacznie więcej niż rozmiar ich samych i jest to 53–66 cm u samic i 64–88 cm u samców. Samce są cięższe niż samice, samce osiągając 4,4–7,5 kg, natomiast samice 2,5–4 kg.
Ich futro na plecach jest od czerwono-brązowego po złocisto-brązowe, reszta ciała w większości jest biała. Ogon z wierzchu prawie czarny, od spodu szary, końcówka ogona czarna.

## Ekologia
Koczkodan rzeczny, tak jak większość małp, żywi się nasionami i niewielkimi owadami. Zamieszkuje głównie lasy mangrowe. Preferuje wysokie temperatury (około 27 °C).
Koczkodany są zdolne do reprodukcji w wieku około 2 lat, czas ciąży to około 6 miesięcy.
Żyją w grupach od 5 do 50 osobników. Stado zajmuje obszar od 2 do 20 ha (zależnie od liczebności). Zazwyczaj w grupie jest jeden samiec, jednak w przypadku większych stad może być ich kilku. Osobniki mogą dożyć wieku do 30 lat.

## Status zagrożenia
W Czerwonej księdze gatunków zagrożonych Międzynarodowej Unii Ochrony Przyrody i Jej Zasobów został zaliczony do kategorii NT (ang. near threatened ‘bliski zagrożenia’).